# Zen Gesner
Zen Brant Gesner, bardziej znany jako Zen Gesner (ur. 23 czerwca 1970 w Los Angeles, w stanie Kalifornia) – amerykański aktor filmowy.

## Życiorys
Jego rodzice, aktorka Nan Martin i architekt Harry Gesner, dali mu imię po japońskiej sekcie buddyjskiej, która głosi oświecenie poprzez medytację. Ma starszego brata przyrodniego, Caseya Martina Dolana, z pierwszego małżeństwa matki z muzykiem Robertem E. Dolanem oraz starszego brata Jasona Gesnera (menadżer hydroenergetyki) i starszą siostrę Tarę Tanzer-Cartwright (nauczycielkę).
Jako chłopiec interesował się muzyką, grywał zarówno na fortepianie, jak i trąbce. Uczęszczał do Santa Monica High School, gdzie miał niewielki udział w szkolnej produkcji Hamlet i występował w przedstawieniach Nicholas Nickleby oraz The Sound of Music w Van Nuys. Po ukończeniu studiów, Gesner dołączył do South Coast Repertory Theatre w Orange County, w stanie Kalifornia, występując w małych rolach.
W 1995 r. poślubił Cynthię Farrelly (siostrę scenarzystów i reżyserów Petera i Bobby’ego Farrelly). Mają trzech synów: Finna Harry’ego (ur. 24 lipca 1997 w Kapsztadzie), Rory’ego (ur. 9 października 2000 w Santa Monica, w stanie Kalifornia) i Tucka Johna (ur. 11 lipca 2003 w Santa Monica, w stanie Kalifornia).

## Wybrana filmografia

### Filmy fabularne
- 1994: Głupi i głupszy (Dumb & Dumber) jako Agent federalny
- 1996: Kręglogłowi (Kingpin) jako Thomas
- 1998: Sposób na blondynkę (There’s Something About Mary) jako barman
- 2000: Ja, Irena i Ja (Me, Myself & Irene) jako Agent Peterson
- 2001: Osmosis Jones jako Doktor
- 2001: Płytki facet (Shallow Hal) jako Ralph
- 2002: Statek miłości (Boat Trip) jako Ron
- 2005: Olimpiada (The Ringer) jako David Patrick

### Seriale TV
- 1996-98: Przygody Sindbada (The Adventures of Sinbad) jako Sinbad
- 1998–99: Wszystkie moje dzieci (All My Children) jako Brandy Lavery